# 川壙王宮
川壙王宮，是前老撾琅勃拉邦王國總理佩差拉亲王的王宮，位於琅勃拉邦。
該王宮設計採用法國和琅勃拉邦風格，在老撾1975年共產革命後，王宮被改為酒店。